# إذلال جنسي
الإذلال الجنسي هو ممارسة يتم فيها إذلال مقصود ومتفق عليه بين أطراف بالغين لتحقيق الإثارة الجنسية
ويختلف الإذلال الجنسي عن الإذلال غير التوافقي، حيث يعتمد على التراضي المتبادل والتواصل المسبق بين الأطراف المشاركة. قد يشمل الإذلال الجنسي أشكالًا مختلفة مثل الإهانات اللفظية، أو الأفعال الرمزية، أو سيناريوهات معينة يتم الاتفاق عليها مسبقًا. الهدف الأساسي هو تحقيق الإثارة الجنسية وليس التسبب بضرر نفسي حقيقي. يُشدد على أهمية وضع حدود آمنة وكلمات أمان لضمان أن تظل التجربة آمنة لجميع الأطراف.